# Manufactures sénégalaises des arts décoratifs
 (août 2019).

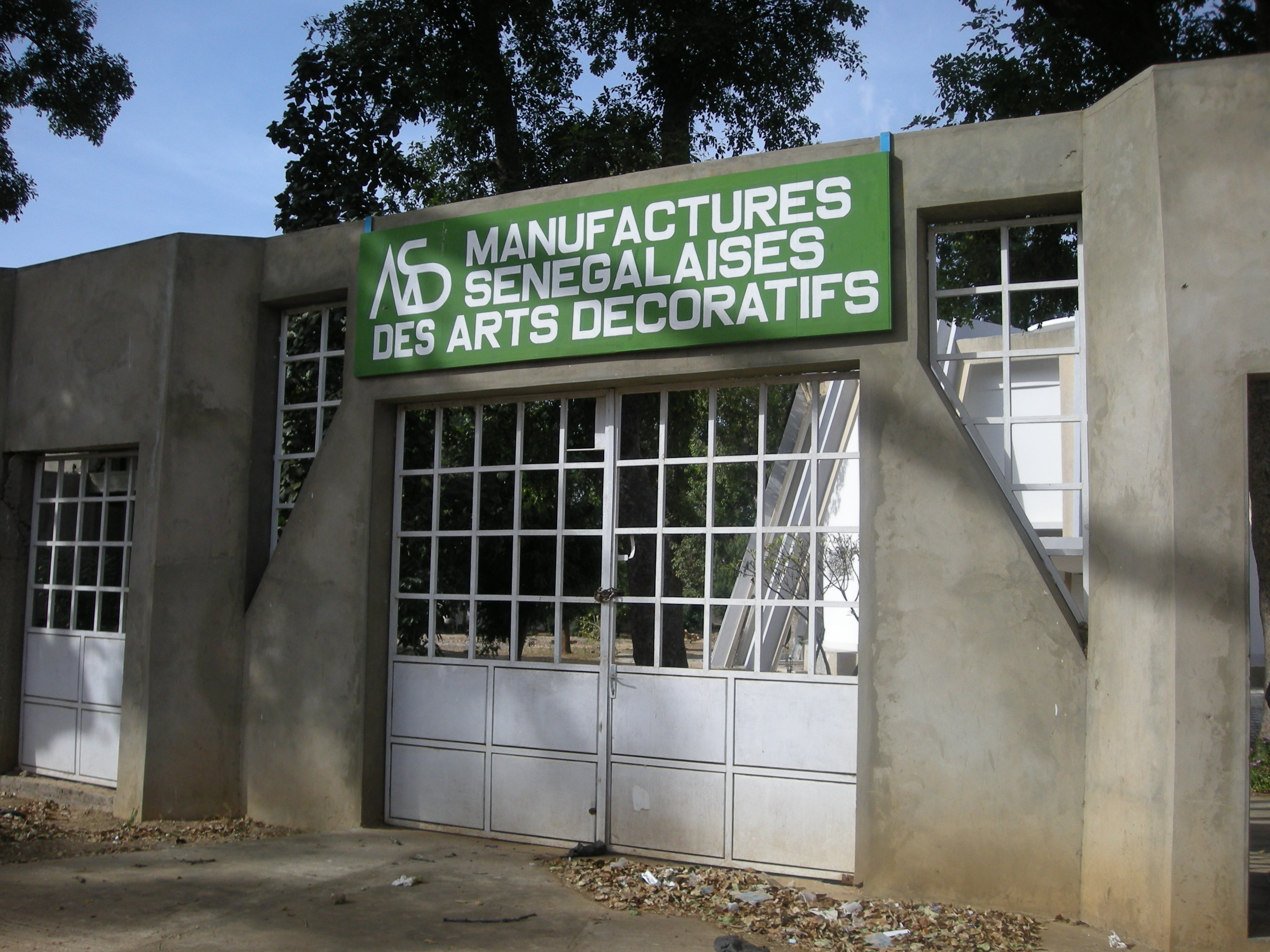
L'entrée des Manufactures

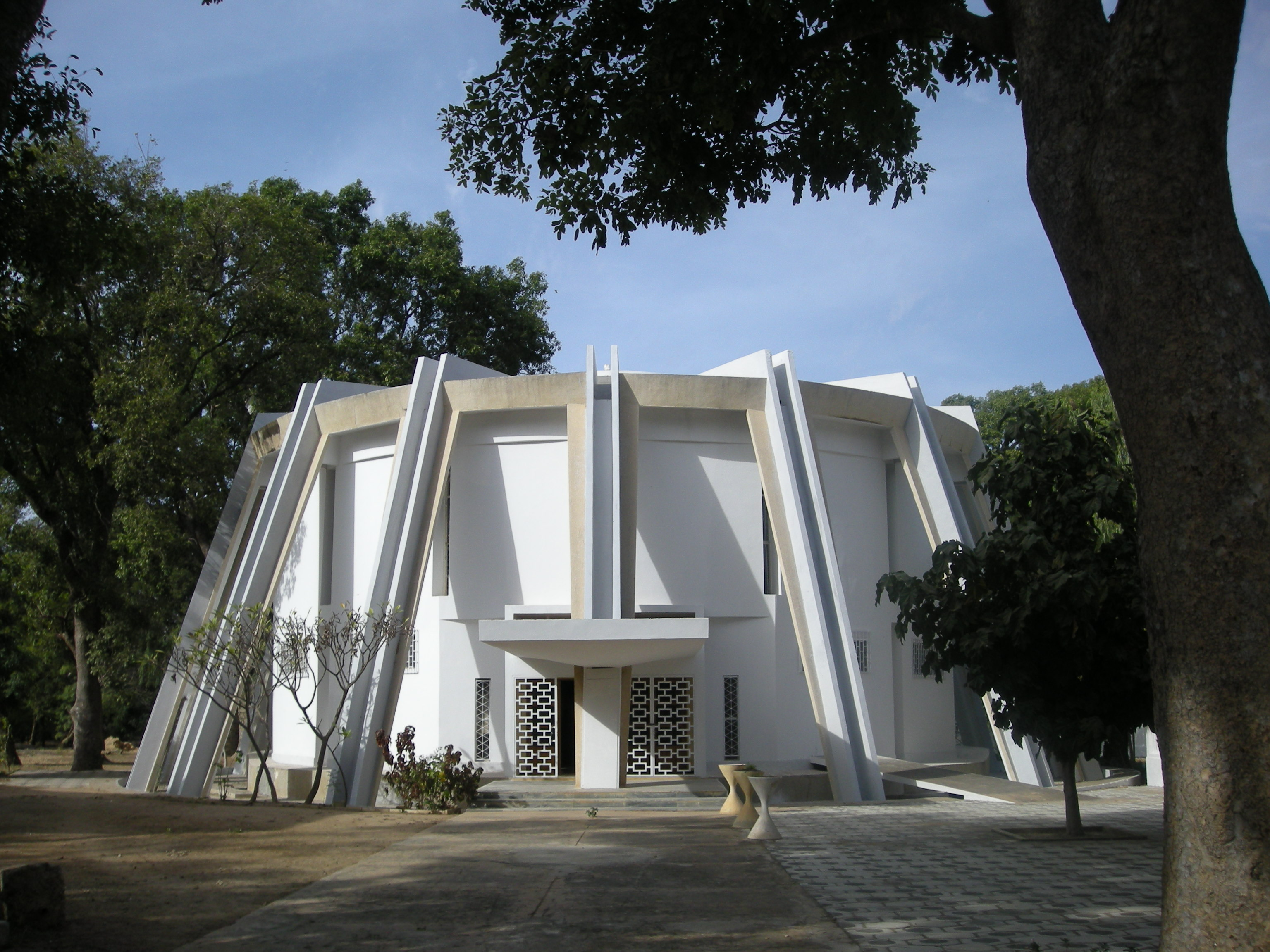
Le hall d'exposition

Dévolues à la tapisserie, les Manufactures sénégalaises des arts décoratifs (MSAD) ont été implantées à Thiès (Sénégal) en 1966, à l'initiative de l'ancien président Léopold Sédar Senghor. 
Après avoir traversé des années difficiles, l'entreprise a trouvé un nouvel équilibre à partir de 2010.

## Histoire

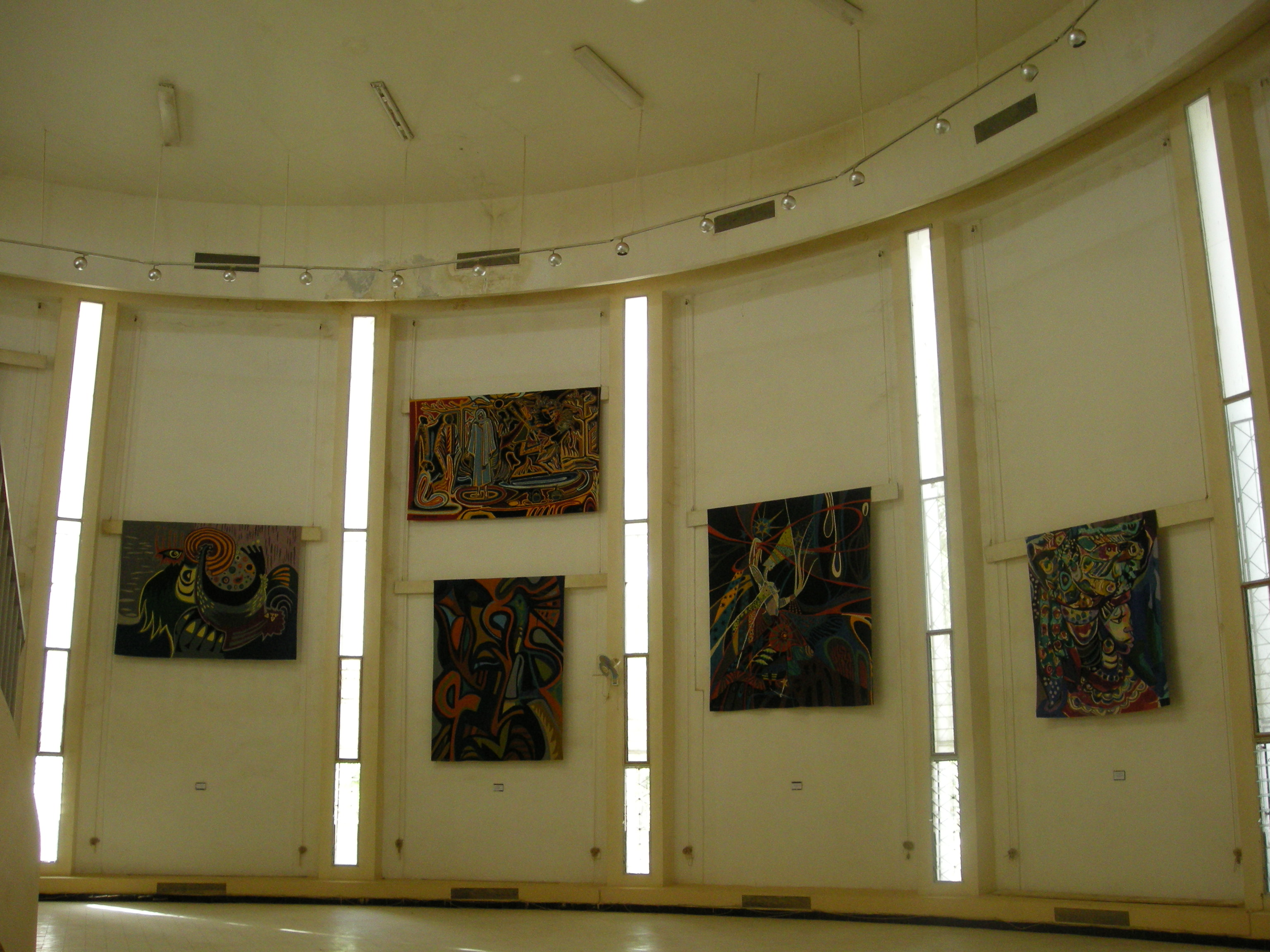
Une exposition tournante des collections.

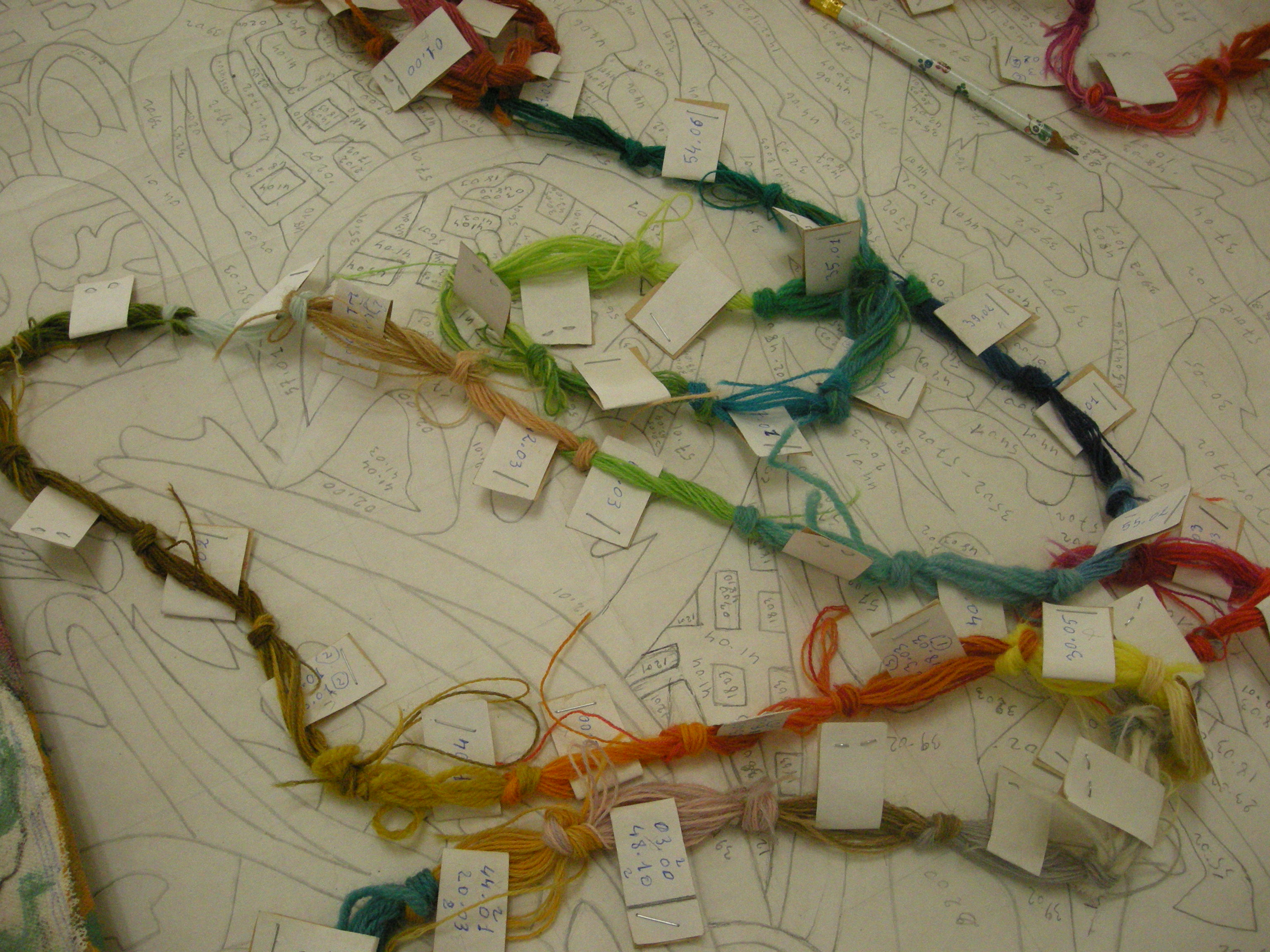
Échantillonnage pour une réalisation en cours.

Après avoir créé la section Recherches plastiques nègres à l'École des beaux-arts de Dakar qui abrite en 1964 un atelier expérimental de tapisserie, Pape Ibra Tall envoie quatre de ses étudiants diplômés en peinture à la manufacture des Gobelins en France pour apprendre les techniques modernes des métiers à tisser.
En 1966, la « Manufacture nationale de tapisserie », implantée à Thiès, est créée dans le cadre du mouvement de renouveau artistique de l’École de Dakar. Pape Ibra Tall quitte alors l'École des arts pour prendre la direction de cette nouvelle structure appelée à faire rayonner le Sénégal de par le monde.
Depuis, l'établissement public à caractère commercial et industriel est connu sous l'appellation Manufactures Sénégalaises des Arts Décoratifs de Thiès (MSAD).
Les différents directeurs des Manufactures ont été :
- Papa Ibra Tall (1966-1975 et 1989-2010)
- Bocar Ly (1975-1978)
- Diarga Cisse Ndiaye (1978-1980)
- Samba Sarr (1980-1986)
- Alioune Badiane (1986-1989)
- Sidy Seck (2010-2015)
- Aloyse Ndame Diouf (depuis 2015)

### Fleuron de l’industrie créative au Sénégal
Initiée par le Président-poète Léopold Sédar Senghor, la Manufacture nationale de tapisserie a été inaugurée le 4 décembre 1966 en présence de plusieurs personnalités telles que Modibo Keïta, ancien président du Mali. « Un art nouveau pour une nation nouvelle », avait lancé le Président Senghor lors de la cérémonie inaugurale du fleuron de l’industrie culturelle au Sénégal, instrument d’impulsion des arts plastiques sénégalais modernes, à travers la peinture, la tapisserie, la sculpture, l’architecture.
C’est en 1973 que la Manufacture nationale de tapisserie change d’appellation pour devenir les Manufactures Sénégalaises des Arts Décoratifs (MSAD) de Thiès.

### Le label msad
En 53 ans d'existence, les Manufactures Sénégalaises des Arts Décoratifs ont réalisé des milliers de tapisseries sous différents formats, de tailles variables entièrement faites à la main. Ces tapisseries, produits de luxe, sont le fruit de l’expertise de talentueux plasticiens et liciers sénégalais.
La technique particulière de tissage pratiquée dans les ateliers de Thiès, est héritière de celle rénovée des Manufactures Royales des Gobelins de Paris.
A Thiès, l’expertise est au service de l’inspiration négro-africaine d’artistes de talent.

### La renommée de tapisseries présentes dans le monde entier
Des milliers de tapisseries sont disséminées à travers le monde. On peut les apprécier dans de nombreuses institutions, les palais royaux et des chefs d’État, les organisations internationales, régionales et nationales. 
Quelques-unes se trouvent également dans des entreprises et chez les particuliers et sont présentes dans des expositions itinérantes nationales et internationales. 
Les tapis de sol et de prière ont été lancés par les Manufactures en 2013 en vue de satisfaire le marché sénégalais, africain et d’ailleurs. 

### La diversification
Les MSAD réalisent également des mosaïques, de la reproduction graphique (lithographie et sérigraphie), du batik.
La politique de diversification des produits et activités se traduit aussi par des initiatives comme la mise en place du Centre de formation et d’insertion, la conception de produits dérivés.

## Réalisations
En 40 ans d'existence, près de 2 000 tapisseries sont sorties des Manufactures.

## Exposition
Une sélection d'une vingtaine d'œuvres sont exposées à tour de rôle.